# 大拉伏拉
大拉伏拉（希臘語：Μονή Μεγίστης Λαύρας；英语：Great Lavra）是阿索斯山的第一座修道院。它坐落在阿索斯山的东南山麓，海拔160米。修道院由亚他那修建立于963年，标志阿索斯山修道生活的开始。修道院的位置原为一座古代城市。该修道院的历史档案保存最为完整，有助于其他修道院历史的研究。修道院教堂后面的图书馆是世界上希腊文手稿收藏最丰富的。

## 历史
大拉伏拉的创始人亚他那修在963年开始建造该修道院，他的朋友拜占庭皇帝尼基弗鲁斯二世下令由帝国永久拨款。尼基弗鲁斯二世曾许诺要成为大拉伏拉的修士，因去世未能实现。继任的約翰一世又将帝国永久拨款加倍。皇帝还赠与大拉伏拉很多其他的财产，包括圣埃夫斯特拉蒂奥斯岛和帖撒罗尼迦的圣安德烈修道院。修士人数从80人增加到120人。
1655年，君士坦丁堡普世牧首丟尼修三世捐出自己的个人财产，出家修道。
亚他那修在建造教堂时，与6名工人因穹顶倒塌而丧生。该教堂的建筑风格被其他修道院效法。

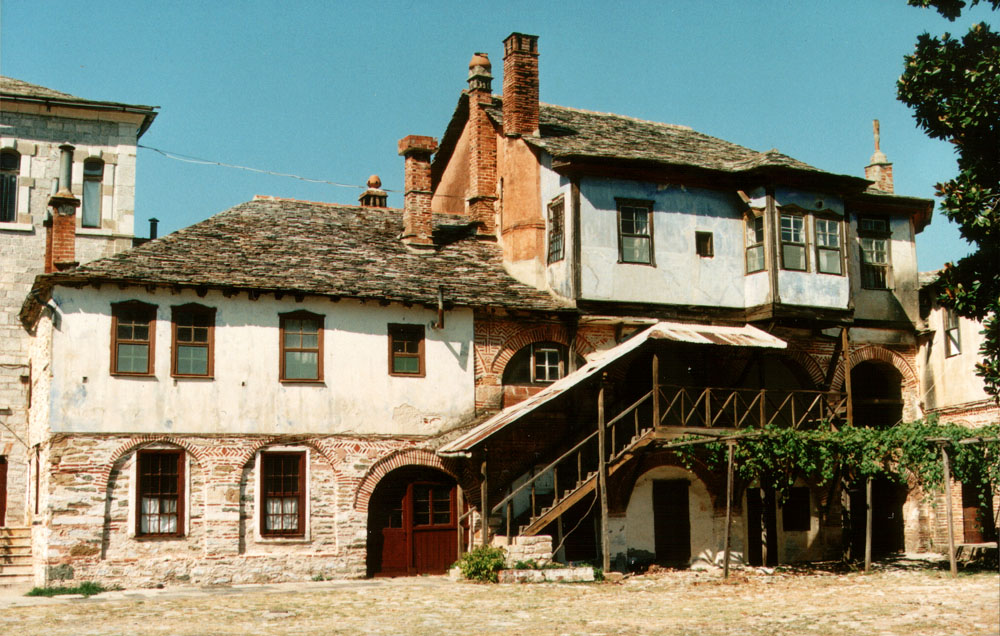
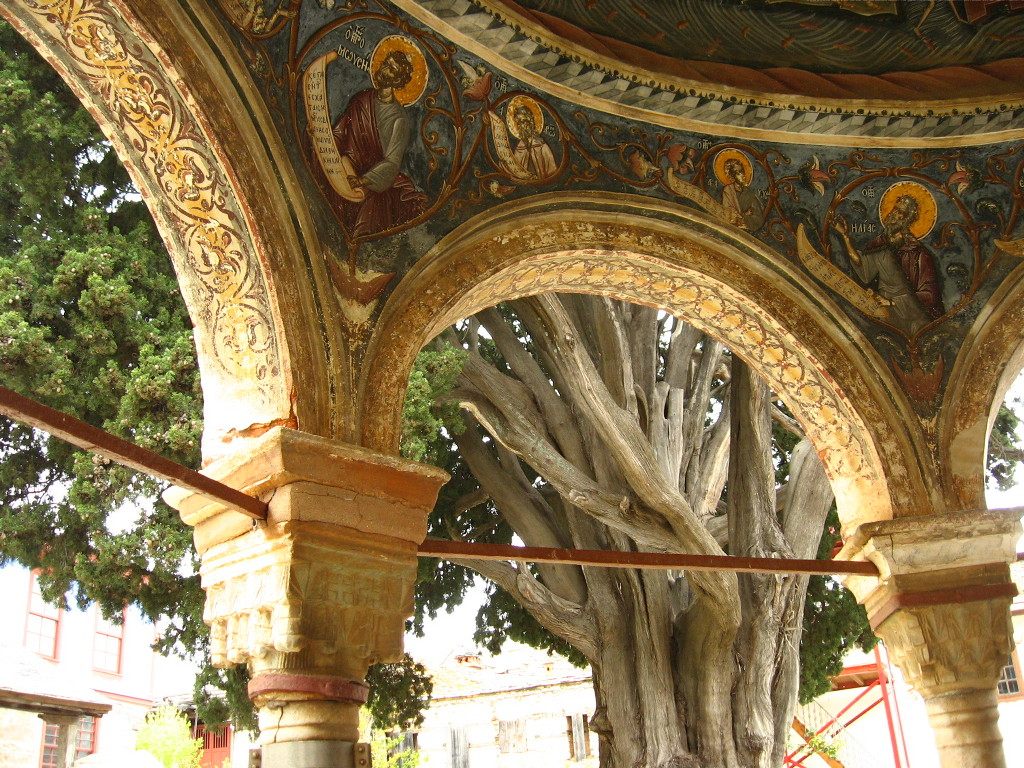
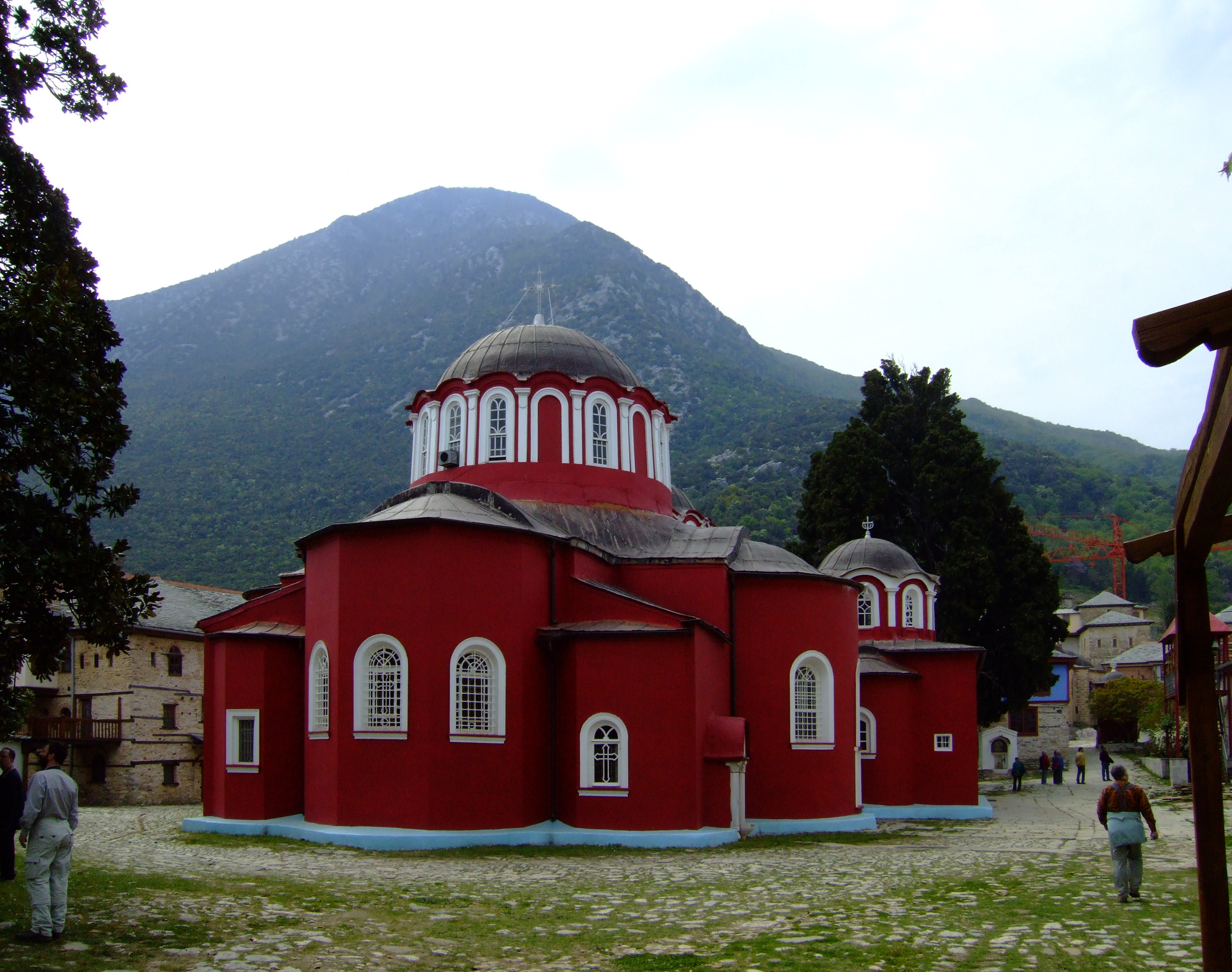
教堂